# Big Game (album)
Big Game è il terzo album in studio del gruppo musicale statunitense White Lion, pubblicato nel giugno del 1989 dalla Atlantic Records.
Ha raggiunto la posizione numero 19 della Billboard 200 negli Stati Uniti ed è stato certificato disco d'oro per le vendite dalla RIAA.

## Storia
Nella prima metà del 1989, ancora sulla cresta dell'onda del successo ottenuto con l'album Pride, i White Lion rientrarono in studio per lavorare a del nuovo materiale. Il gruppo cominciò le registrazioni non appena tornato dal tour promozionale del disco precedente, pentendosi successivamente di questa scelta, a causa degli effetti provocati dalla fatica accumulata nell'ultimo anno e mezzo in giro per il mondo. In un'intervista rilasciata molti anni più tardi, Mike Tramp ha commentato che per la band sarebbe stato meglio prendersi una lunga pausa per riorganizzare le idee, anziché registrare frettolosamente un nuovo album.
Big Game venne pubblicato a metà 1989 e si rivelò decisamente più eclettico rispetto a Pride. L'uscita fu accompagna dal singolo Little Fighter, un brano scritto in memoria della Rainbow Warrior, una nave ammiraglia della flotta di Greenpeace che venne volutamente sabotata e affondata dalla DGSE, il servizio segreto francese responsabile delle operazioni all'estero. Come secondo singolo venne pubblicata una cover di Radar Love dei Golden Earring, a cui seguì la ballata Cry for Freedom qualche mese più tardi. Il quarto e ultimo singolo estratto dall'album fu la traccia d'apertura Goin' Home Tonight.
Tutti i quattro singoli furono accompagnati da relativi video musicali e l'album ottenne rapidamente la certificazione di disco d'oro, raggiungendo la posizione numero 19 della Billboard 200. Big Game guadagnò inoltre ottimi piazzamenti all'interno del mercato europeo, facendo meglio di Pride in diverse classifiche d'oltreoceano.

## Tracce
Testi e musiche di Vito Bratta e Mike Tramp, eccetto Radar Love che è una cover dei Golden Earring.
1. Goin' Home Tonight – 4:57
2. Dirty Woman – 3:27
3. Little Fighter – 4:23
4. Broken Home – 4:59
5. Baby Be Mine – 4:10
6. Living on the Edge – 5:02
7. Let's Get Crazy – 4:52
8. Don't Say It's Over – 4:04
9. If My Mind Is Evil – 4:56
10. Radar Love – 5:59
11. Cry for Freedom – 6:10

## Formazione
- Mike Tramp – voce
- Vito Bratta – chitarre
- James Lomenzo – basso
- Greg D'Angelo – batteria

### Produzione
- Michael Wagener – produzione, ingegneria del suono, missaggio
- Garth Richardson – ingegneria del suono (assistente)
- George Marino – mastering

## Classifiche

### Classifiche settimanali
| Classifica (1989) | Posizione massima |
| ----------------- | ----------------- |
| Canada            | 28                |
| Finlandia         | 21                |
| Germania          | 38                |
| Norvegia          | 14                |
| Paesi Bassi       | 88                |
| Regno Unito       | 47                |
| Stati Uniti       | 19                |
| Svezia            | 13                |
| Svizzera          | 16                |

### Classifiche di fine anno
| Classifica (1989) | Posizione |
| ----------------- | --------- |
| Stati Uniti       | 74        |